# Kamienica przy ulicy Wojciecha Bogusławskiego 6 w Krakowie
Kamienica przy ulicy Wojciecha Bogusławskiego 6 – zabytkowa kamienica znajdująca się w Krakowie, w dzielnicy I Stare Miasto przy ulicy Wojciecha Bogusławskiego, na Stradomiu.
Kamienica została wzniesiona w latach 1882–1890 według projektu architekta Leopolda Tlachny.
Była zamieszkiwana przez Czesława Miłosza, polskiego poetę, prozaika, tłumacza, krytyka literackiego i noblisty.
Kamienica została wpisana do gminnej ewidencji zabytków. Znajduje się na obszarze Stradomia, którego układ urbanistyczny został wpisany 23 lutego 1934 do rejestru zabytków.

## Galeria zdjęć

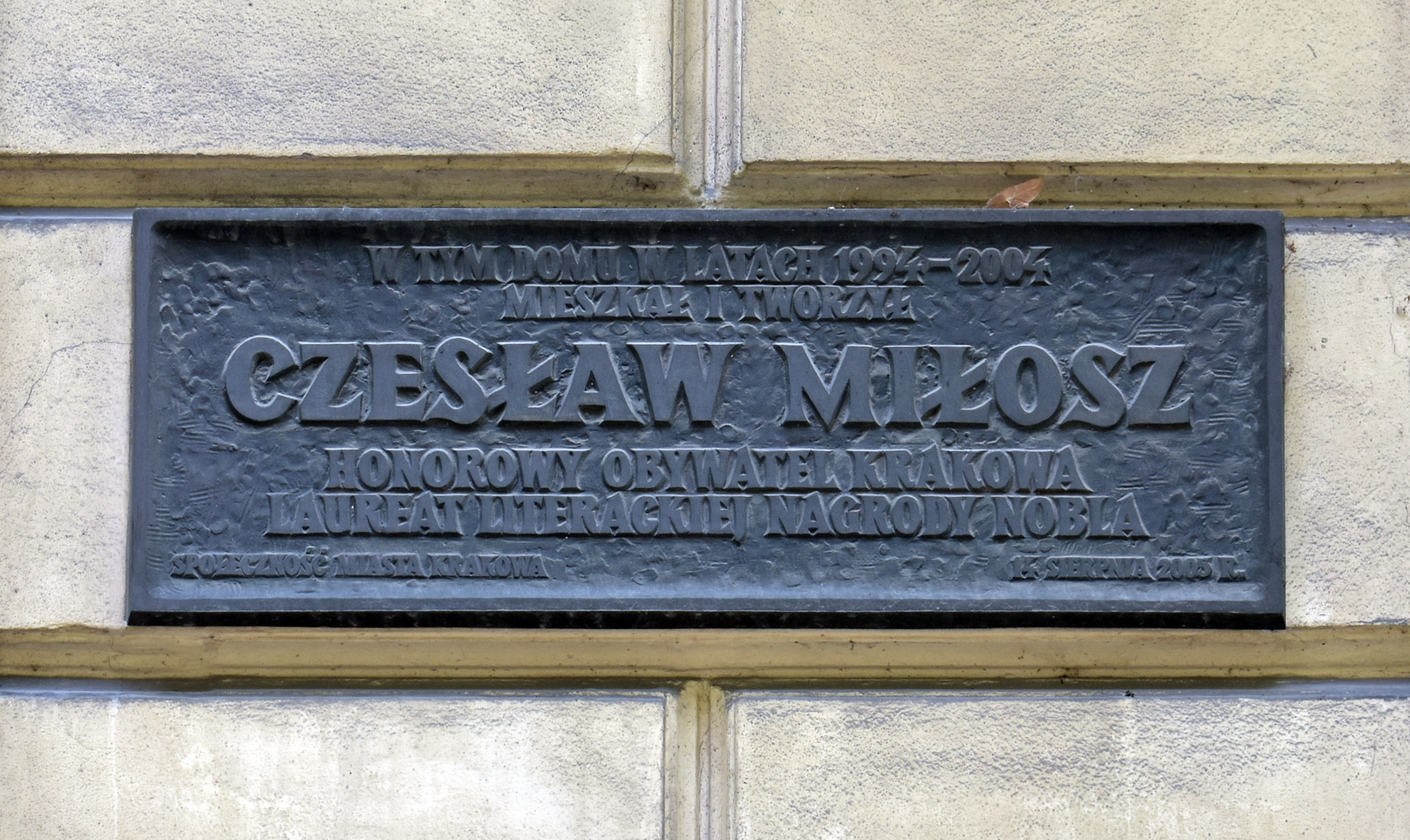